# Upír ve věžáku
Upír ve věžáku je československý televizní film z roku 1979 režiséra Ludvíka Ráži podle scénáře Karla Čabrádka. Jednu z hlavních rolí se v něm ztvárnil Tomáš Holý, dětská hvězda československého filmu 70. a 80. let.

## Děj
Láďa Benda je asi desetiletý kluk, který rád čte dobrodružnou, někdy i brakovou literaturu. Příběhy často nahlas předčítá večer před spaním Petrovi, svému podobně starému bratrovi. Jednoho večera takto čte z knihy o upírech, oba chlapci se dohadují, jestli snad nějaký upír nežije v jejich okolí. Na mysl jim přijde knihovník Tomáš Růžička, přítel jejich starší sestry Evy. Jednou ho totiž zahlédli ve sklepě, jak Evu „kouše“ do krku, a to přece upíři dělávají, když sají lidskou krev.
Rozhodnou se tedy knihovníka, nesmělého mladého muže, sledovat, a potvrdit tak své podezření. Navštíví ho v jeho bytě v třináctipatrovém věžovém domě pod falešnou záminkou, že mu Eva vzkazuje, aby je odvedl ke kadeřníkovi. Plán je jasný, v kadeřnictví je mnoho zrcadel a v nich upíři nejsou vidět. Ještě než všichni byt opustí, chlapcům se podaří trochu prozkoumat knihovníkův mládenecký byt. Jejich podezření se potvrdí, když objeví gramofonovou desku s operetou Polská krev, skripta Fyziologie krve a knihu Krev mé krve. Když poté Tomáš odmítne i nabízenou topinku s česnekem, mají chlapci jasno. Přítel jejich sestry je upír a oni ji před ním musejí zachránit.
Ta však pro jejich záchranářské akce příliš pochopení nemá, a protože je učitelka, tak chlapcům pohrozí domácími úkoly z matematiky, pokud se nepřestanou do jejich vztahu plést. Oba bratry to však ani v nejmenším neodradí, a když se dozví, že bude Tomáš pozván na nedělní oběd a konečně po roční známosti představen rodičům, vymyslí další plán.
Láďa znovu zajde do Tomášova bytu, aby mu naoko připomněl nedělní návštěvu. Přitom se nenápadně zmíní, že Petr vůbec není jeho bratr, ale synovec, tedy syn Evy. Ještě mu prozradí, že se Petr občas chová jako blázen, a že to je pravděpodobně dědičné. Knihovník je samozřejmě šokován, ale protože je to čestný muž, je ochoten si Evu vzít a jejího syna adoptovat. Tuto myšlenku sdělí celé rodině při nedělním obědě, což má za následek velkou hádku, po které Tomáš odchází. Zdá se, že se vztahem je definitivní konec.
I oba bratři si své počínání náležitě slíznou, pořádný výprask ma sebe nenechá dlouho čekat. Ještě větším trestem však pro ně je to, že s nimi Eva odmítá jakkoli komunikovat. Navíc se chce odstěhovat do Volar, kde získala práci v místní škole a byt. Kluci již vědí, že udělali velkou chybu a chtějí ji za každou cenu napravit. Takže již potřetí navštíví „upíra ve věžáku“ a všechno mu vysvětlí.
Tomáš se po několika dnech neočekávaně objeví v bytě rodiny Bendových. Prozradí jim, že se stěhuje z Prahy do Volar a požádá o Evinu ruku. Vše končí svatbou, na které se oba šťastní rozesmátí novomanželé vzájemně překvapí nasazenými upířími zuby, s nimiž se objeví i na svatebních fotografiích.

## Herecké obsazení
| Tomáš Holý       | Láďa Benda                 |
| Miroslav Batík   | Petr Benda, jeho bratr     |
| Dagmar Veškrnová | Eva Bendová, jejich sestra |
| Josef Abrhám     | Tomáš Růžička              |
| Josef Větrovec   | otec Benda                 |
| Jiřina Bohdalová | matka Bendová              |